# Кинтилан (правитель Пенгверна)
Кинтилан Белый (Кинтилан ап Киндруин; валл. Cynddylan Wyn или валл. Cynddylan ap Cyndrwyn; родился в 616 - погиб в 641 или 654/655 году, либо позже) — правитель Пенгверна (620—656), сын и наследник Киндруина Большого. Деяния Кинтилана известны по двум валлийским поэмам, «Песнь о смерти Кинтилана» (валл. Marwnad Cynddylan) и «Плач Хелед» (Хелед — сестра Кинтилана). В поэме даётся понять, что династия Каделла была соперницей Кинтилана.

## Биография

### Правление
В 620 году умер отец Кинддилана и он наследовал ему в Пенгверне. Кинддилан перенёс столицу Пенгверна в более безопасное место, Ллис Пенгверн, которые историки отождествляют с Шрусбери или Бертом.
Кинддилан враждовал с Нортумбрией и заключил союз с Пендой Мерсийским, вместе с которым они стали бороться против неё. В 642 году союзное войско одержало победу над Освальдом Нортумбрийским в битве при Майс-Когви (современный Озуэстри), после чего Пенгверн 14 лет жил в относительном мире.

### Гибель
В 656 году после смерти Пенды осмелевший Освиу, брат Освальда, напал на Пенгверн и захватил его столицу. Кинддилан с несколькими братьями (в том числе, с Элуаном) погиб в бою и был похоронен в Эглвиссеу Басса (современный Басчёрч в Шропшире). Оставшиеся в живых члены королевской семьи нашли приют у родственников в Поуисе.
Сохранилась элегия Кинддилану, сочинённая его сестрой Хеледд:
Дворец Кинддилана темен и пуст. 
 Как мне горько видеть его, 
 Когда брата там нет моего! 
 Дворец Кинддилана вечером тих. 
 Наш правитель пал на войне. 
 Боже, что теперь делать мне? 
 Весел лишь крик орла из Эли — 
 Он добычу свою получил, 
 Кровь из сердца брата испил…
Битва у реки Винваед, в которой Освиу победил и убил Пенду, является распространённым отождествлением битвы, в которой погиб Кинддилан. Однако в «Плаче о смерти Кинддилана» (в строках 42—62) в качестве сражения, в котором тот погиб, упоминается большая битва возле Личфилда, на территории Мерсии, неизвестно точно, когда произошедшая, но, предположительно, уже после смерти Пенды.